# .pl
.pl es el dominio de nivel superior geográfico (ccTLD) para Polonia, administrado por la Naukowa i Akademicka Sieć Komputerowa (NASK), el organismo de investigación y desarrollo de Polonia, y uno de los miembros fundadores del Council of European National Top Level Domain Registries (CENTR).

## Historia
El dominio .pl fue creado en 1990, tras la mitigación del embargo del CoCom en colaboración tecnológica con los países del antiguo Bloque del Este. El primer subdominio de .pl fue .pwr.pl, de la Universidad Politécnica de Wrocław.
En 2003, se introdujeron los nombres de dominio internacionalizados (NDI). Se permitió el registro de dominios con cualquier carácter de los alfabetos latino, griego, cirílico, árabe o hebreo.
La NASK es miembro sectorial del Comité Consultivo Internacional Telegráfico y Telefónico (ITU-T) desde 2004, y juega un papel activo en el Grupo de Estudio 17, que trabaja en los nombres de dominio internacionalizados. Andrzej Bartosiewicz, jefe de la división de DNS de la NASK, actúa como corresponsal de la Cuestión 16, dedicada a los NDI.